# Zájezdní hostinec U Slovanské lípy
Zájezdní hostinec U Slovanské lípy je empírová stavba, která stojí na Husově třídě 684/21 v Českých Budějovicích 2 Čtyři Dvory a byla zapsána do seznamu kulturních památek ČR.

## Historie
Zájezdní hostinec se nacházel v samostatné obci Čtyry Dvory na levé straně Vltavy za Dlouhým mostem na bývalé dálkové silnici. Dřívější název U Vrtičky byl podle majitele, který zakoupil hostinec v 19. století od lékárnické rodiny Becherů. 4. dubna 1891 zachvátil hostinec požár, který se rozšířil na přilehlou starobylou stodolu obloženou silnými kmeny a naplněnou slámou. Žárem nebylo možno vydržet ani na Husově třídě. V roce 2012 byla stavba rekonstruována a otevřena restaurace Olivier.

## Slovanská lípa
V roce 1848 byla v zahradě hostince zasazena lípa spolkem Slovanská lípa, který zde vznikl a tajně se scházel. Lípa byla v roce 1943 zničená nacisty, nová Lípa svobody byla zasazena 18. července 1948.

## Popis
Pozdně klasicistní jednopatrová zděná stavba na půdorysu písmene L. Průčelí do silnice je sedmiosé. Přízemní část je bosovaná okna v šambránách. V prvním patře jsou okna zdobena vodorovnými frontony. V jižním průčelí je portikus tvořen šesti hladkými dórskými sloupy s patkami.   U vchodu byla umístěna pamětní deska na ustavující schůzi spolku Slovanská lípa.